# Christian Gytkjær
Christian Lund Gytkjær, né le 6 mai 1990 à Roskilde, est un footballeur danois évoluant au poste d'avant-centre au SSC Bari.

## Biographie

### Jeunesse
Gytkjær démarre le football dans le club local de sa ville de naissance, le FC Roskilde, avant d'intégrer les équipes jeunes du Lyngby BK en 2005. Il est invité avec son frère Frederik Gytkjær à une période d'essai au Liverpool Football Club en octobre 2007, une visite qui reste cependant sans suite. Gytkjær termine meilleur buteur du championnat des moins de 18 ans lors de la saison 2007-2008.

### Carrière en club

#### Débuts au Danemark (2008-2012)
Alors âgé de 18 ans, Gytkjær est promu en équipe première à l'occasion de la saison 2008-2009 et prolonge dans la foulée son contrat jusqu'en 2010. Il fait des débuts très remarqués en deuxième division, inscrivant trois buts lors des huit matchs de championnat qu'il dispute cette saison-là, faisant de lui l'un des joueurs les plus prometteurs de Lyngby à l'aube de la campagne 2009-2010.
Le départ de Gytkjær, qui rejoint gratuitement Nordsjælland à l'été 2010, est confirmé lors du mois de février 2010, le joueur s'engageant pour trois ans. Les derniers mois du joueur à Lyngby s'avèrent difficiles, étant régulièrement la cible des supporters n'acceptant pas de voir un des grands talents du club rejoindre son rival voisin, une attitude exacerbée par la publication de photos du joueur sous le maillot du club farumois avant même la fin effective de son contrat.
Gytkjær fait ses débuts sous ses nouvelles couleurs en entrant en jeu à l'occasion d'un match de championnat face au FC Copenhague le 14 août 2010 (défaite 0-2). Il dispute finalement dix-neuf matchs lors de la saison 2010-2011, inscrivant trois buts, et remporte la Coupe du Danemark. Il ne dispute que cinq matchs la saison suivante avant d'être prêté à l'AB Copenhague en deuxième division lors du mercato hivernal, disputant douze matchs et inscrivant six buts, tandis que Nordsjælland remporte le championnat danois.

#### Passage en Norvège (2012-2017)
Après n'avoir disputé que deux matchs en 2012-2013, Gytkjær est prêté une nouvelle fois, cette fois au club norvégien de première division Sandnes Ulf en août 2012. Sous les couleurs du club sandnessien, il inscrit huit buts en douze matchs de championnat et contribue au maintien du club en inscrivant trois buts lors du barrage de relégation face au Ullensaker/Kisa IL.
Gytkjær s'engage pour quatre ans avec le FK Haugesund en janvier 2013. Il y passe finalement trois ans, inscrivant trente-dix buts en quatre-vingt-un matchs de championnat. Il dispute par ailleurs deux des quatre matchs de la campagne du club en Ligue Europa 2014-2015 qui voit le club éliminer Airbus UK avant de tomber face au FK Sarajevo.
Le transfert de Gytkjær à Rosenborg est officialisé le 6 janvier 2016, il remplace notamment Alexander Søderlund parti à l'AS Saint-Étienne. Il dispute trente-neuf matchs lors de son unique saison au club, inscrivant vingt-trois buts, dont dix-neuf en championnat, lui permettant de remporter le titre de meilleur buteur du championnat norvégien ainsi que le doublé Coupe-Championnat.

#### TSV 1860 Munich (2017)
Gytkjær est transféré au TSV 1860 Munich en deuxième division allemande durant le mercato d'hiver 2017. Il y signe un contrat jusqu'en 2019 pour un montant estimé à vingt millions de couronnes norvégiennes, soit un peu plus de deux millions d'euros. Il fait ses débuts sous le maillot munichois le 3 février face à l'Arminia Bielefeld, inscrivant un but mais ne pouvant empêcher la défaite des siens (1-2). Avec deux buts en dix-sept matchs de championnat, il ne peut empêcher la descente du club en troisième division au terme des barrages de relégation face au SSV Jahn Ratisbonne.

#### Lech Poznań (depuis 2017)
La perte du statut professionnel et la relégation administrative du club munichois en quatrième division à l'issue de la saison entraîne un exode massif de l'effectif auquel Gytkjær prend part en s'engageant librement avec le club polonais du Lech Poznań le 28 juin 2017 dans le cadre d'un contrat de deux ans plus un en option.

### Carrière internationale
Après être passé par toutes les équipes jeunes du Danemark, Gytkjær fait ses débuts en équipe nationale en entrant en jeu lors d'un match amical face à la Tchéquie le 15 novembre 2016 (1-1).

## Statistiques
| Saison                | Club                  | Championnat           | Championnat | Championnat | Coupe(s) nationale(s) | Coupe(s) nationale(s) | Compétition(s) continentale(s) | Compétition(s) continentale(s) | Compétition(s) continentale(s) | Total | Total |
| Saison                | Club                  | Division              | M.          | B.          | M.                    | B.                    | Comp.                          | M.                             | B.                             | M.    | B.    |
| 2008-2009             | Lyngby BK             | D2                    | 8           | 3           | 0                     | 0                     | -                              | -                              | -                              | 8     | 3     |
| 2009-2010             | Lyngby BK             | D2                    | 26          | 7           | 2                     | 0                     | -                              | -                              | -                              | 28    | 7     |
| Sous-total            | Sous-total            | Sous-total            | 34          | 10          | 2                     | 0                     | -                              | -                              | -                              | 36    | 10    |
| 2010-2011             | FC Nordsjælland       | D1                    | 19          | 3           | 4                     | 1                     | -                              | -                              | -                              | 23    | 4     |
| 2011-2012             | FC Nordsjælland       | D1                    | 5           | 0           | 2                     | 1                     | -                              | -                              | -                              | 7     | 1     |
| 2012-2013             | FC Nordsjælland       | D1                    | 2           | 1           | 0                     | 0                     | -                              | -                              | -                              | 2     | 1     |
| Sous-total            | Sous-total            | Sous-total            | 26          | 4           | 6                     | 2                     | -                              | -                              | -                              | 32    | 6     |
| 2011-2012             | AB Copenhague (prêt)  | D2                    | 12          | 6           | 0                     | 0                     | -                              | -                              | -                              | 12    | 6     |
| 2012                  | Sandnes Ulf (prêt)    | D1                    | 14          | 11          | 0                     | 0                     | -                              | -                              | -                              | 14    | 11    |
| Sous-total            | Sous-total            | Sous-total            | 26          | 17          | 0                     | 0                     | -                              | -                              | -                              | 26    | 17    |
| 2013                  | FK Haugesund          | D1                    | 25          | 11          | 3                     | 4                     | -                              | -                              | -                              | 28    | 15    |
| 2014                  | FK Haugesund          | D1                    | 26          | 15          | 3                     | 1                     | C3                             | 2                              | 0                              | 31    | 16    |
| 2015                  | FK Haugesund          | D1                    | 30          | 10          | 2                     | 3                     | -                              | -                              | -                              | 32    | 13    |
| Sous-total            | Sous-total            | Sous-total            | 81          | 36          | 8                     | 8                     | -                              | 2                              | 0                              | 91    | 44    |
| 2016                  | Rosenborg BK          | D1                    | 28          | 19          | 5                     | 1                     | C1+C3                          | 4+2                            | 2+1                            | 39    | 23    |
| 2016-2017             | TSV 1860 Munich       | D2                    | 17          | 2           | 1                     | 0                     | -                              | -                              | -                              | 18    | 2     |
| Sous-total            | Sous-total            | Sous-total            | 45          | 21          | 6                     | 1                     | -                              | 6                              | 3                              | 57    | 25    |
| 2017-2018             | Lech Poznań           | D1                    | 37          | 19          | 1                     | 0                     | C3                             | 4                              | 2                              | 42    | 21    |
| 2018-2019             | Lech Poznań           | D1                    | 31          | 12          | 2                     | 0                     | C3                             | 6                              | 5                              | 39    | 17    |
| 2019-2020             | Lech Poznań           | D1                    | 19          | 12          | 3                     | 3                     | -                              | -                              | -                              | 22    | 15    |
| Sous-total            | Sous-total            | Sous-total            | 87          | 43          | 6                     | 3                     | -                              | 10                             | 7                              | 103   | 53    |
| Total sur la carrière | Total sur la carrière | Total sur la carrière | 299         | 131         | 28                    | 14                    | -                              | 18                             | 10                             | 345   | 155   |

## Palmarès

### Collectif
FC Nordsjælland
- Coupe du Danemark
  - Vainqueur en 2010-2011

 Rosenborg BK
- Championnat de Norvège
  - Vainqueur en 2016
- Coupe de Norvège
  - Vainqueur en 2016

### Distinctions individuelles
- Meilleur buteur du championnat de Norvège en 2016 avec Rosenborg BK
- Meilleur buteur du championnat de Pologne en 2019-20 avec le Lech Poznań